# 登録人口
登録人口（とうろくじんこう）とは、ある調査の時刻に、調査の対象となる名簿に登録されている状態で把握された人口のことである。

## 日本の人口統計での用例
日本では、戸籍に登録された人口である本籍人口、現住人口などが、過去に集計された登録人口である。住民基本台帳に登録された人口である住民基本台帳登録人口、外国人登録原票に登録された人口である外国人登録人口など、様々な登録人口が存在する。
「登録人口」を議論する場合、一般には「住民基本台帳登録人口」の数値を指す。しかし外国人登録制度が廃止される以前の「登録人口」について議論する場合は、一般には「住民基本台帳登録人口」と「外国人登録人口」を合算した人口を指す。